# Congreso a la carta
Congreso a la carta es el duodécimo álbum oficial del Grupo Congreso realizado en formato DVD tras el concierto homónimo llevado a cabo el 20 de abril de 2012 en el Centro Cultural Matucana 100. El concierto se planteó como la selección de los temas más populares del grupo seleccionados a través de una votación realizada en internet, a partir de una preselección de 70 temas, y así los 28 temas más votados formaron parte del concierto y 21 de ellos formaron el DVD el cual fue finalmente lanzado el 1 de septiembre de 2012

## Temas
- 1. Pájaros de Arcilla
- 2. La Loca sin Zapatos
- 3. Mapocho
- 4. Canción Didáctica N°1
- 5. Farewell
- 6. Canción para los Arqueólogos del Futuro
- 7. Hijo del Sol Luminoso
- 8. Con los Ojos en la Calle
- 9. Canción de la Verónica
- 10. El Cielito de mi Pieza
- 11. En el Patio de Simón
- 12. Tus Ojitos
- 13. Un Día un Árbol me Preguntó
- 14. ...Y tus Ojos no me Dejan de Mirar
- 15. Quien Detiene este Amor
- 16. En Horario Estelar
- 17. El trapecista
- 18. Impresiones de agosto
- 19. Aire Puro
- 20. Heroína de Nueva York
- 21. En Todas las Esquinas
- 22. Créditos finales + Crimen (de Gustavo Cerati).

## Músicos

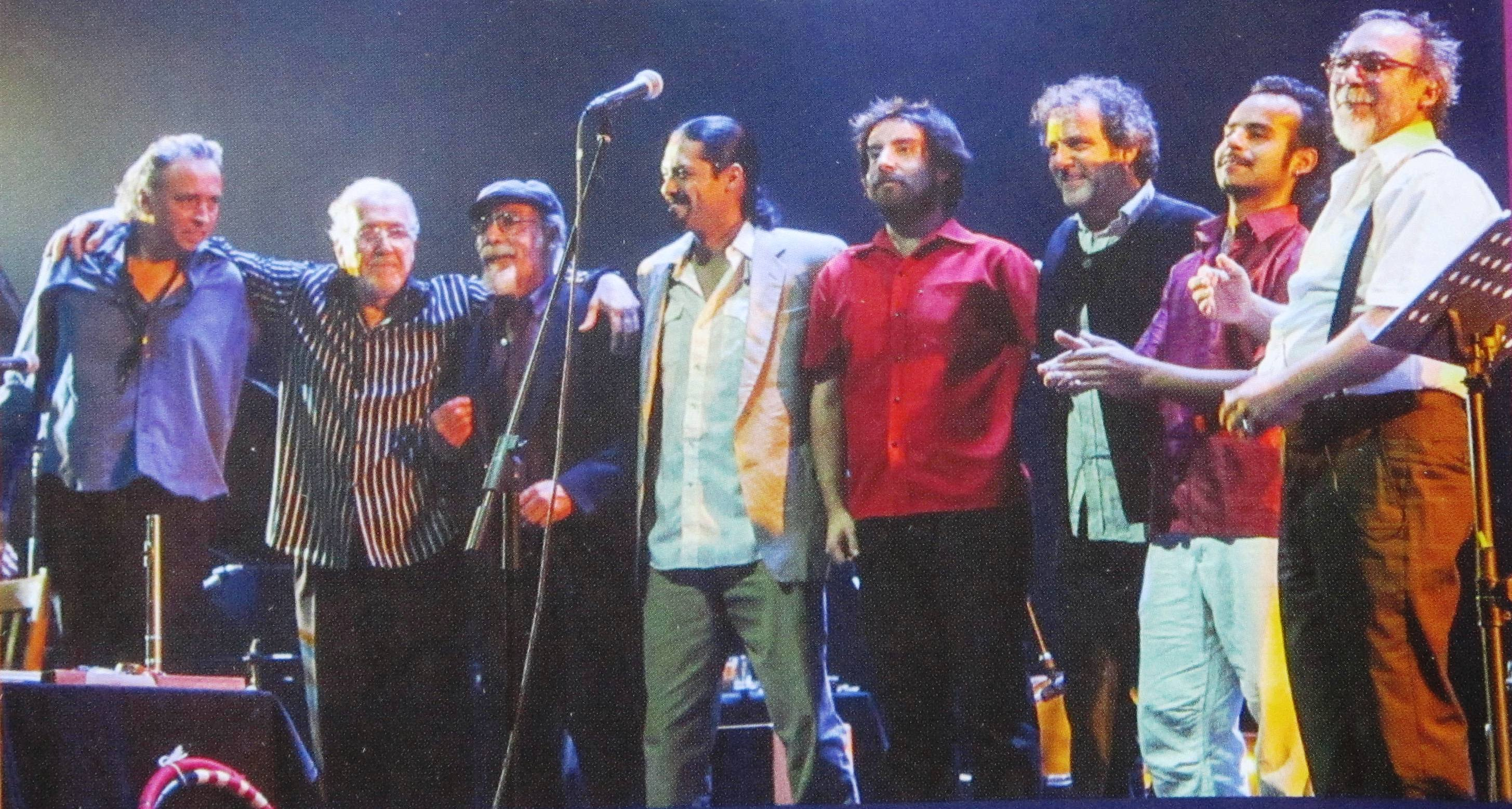
Congreso terminando el concierto

- Sergio González: composición, batería y cuatro.
- Francisco Sazo: textos, voz y trutruca.
- Hugo Pirovic: flauta, saxo, percusión y coros.
- Jaime Atenas: saxos
- Raúl Aliaga: marimba y percusión
- Sebastián Almarza: piano, teclados y segunda voz.
- Federico Fauré: bajo y contrabajo
- Simón González: guitarra